# ラシオグナサス サッコストマ
ラシオグナサス サッコストマ（学名：Lasiognathus saccostoma） は、東太平洋や大西洋の水深4000m辺りに生息するタウマティクテュス科の深海魚である。この種の雌は7cmまで成長する。現在、雄や幼生の標本は見つかっていない。